# Vautorte
Vautorte est une commune française, située dans le département de la Mayenne en région Pays de la Loire, peuplée de 612 habitants.
La commune fait partie de la province historique du Maine, et se situe dans le Bas-Maine.

## Géographie
Vautorte est située à mi-chemin d'Ernée et Mayenne. La commune est traversée par la route nationale 12, qui passe quelques hectomètres au nord du centre-bourg.

### Climat
Pour des articles plus généraux, voir Climat des Pays de la Loire et Climat de la Mayenne.
En 2010, le climat de la commune est de type climat océanique altéré, selon une étude du CNRS s'appuyant sur une série de données couvrant la période 1971-2000. En 2020, Météo-France publie une typologie des climats de la France métropolitaine dans laquelle la commune est exposée à un climat océanique et est dans une zone de transition entre les régions climatiques « Bretagne orientale et méridionale, Pays nantais, Vendée » et « Moyenne vallée de la Loire ». 
Pour la période 1971-2000, la température annuelle moyenne est de 10,6 °C, avec une amplitude thermique annuelle de 13,6 °C. Le cumul annuel moyen de précipitations est de 897 mm, avec 14 jours de précipitations en janvier et 8,3 jours en juillet. Pour la période 1991-2020, la température moyenne annuelle observée sur la station météorologique de Météo-France la plus proche, sur la commune de Chailland à 9 km à vol d'oiseau, est de 11,5 °C et le cumul annuel moyen de précipitations est de 859,5 mm,. Pour l'avenir, les paramètres climatiques de la commune estimés pour 2050 selon différents scénarios d'émission de gaz à effet de serre sont consultables sur un site dédié publié par Météo-France en novembre 2022.

## Urbanisme

### Typologie
Au 1er janvier 2024, Vautorte est catégorisée commune rurale à habitat très dispersé, selon la nouvelle grille communale de densité à sept niveaux définie par l'Insee en 2022.
Elle est située hors unité urbaine. Par ailleurs la commune fait partie de l'aire d'attraction d'Ernée, dont elle est une commune de la couronne,. Cette aire, qui regroupe 5 communes, est catégorisée dans les aires de moins de 50 000 habitants,.

### Occupation des sols
L'occupation des sols de la commune, telle qu'elle ressort de la base de données européenne d’occupation biophysique des sols Corine Land Cover (CLC), est marquée par l'importance des territoires agricoles (72,7 % en 2018), une proportion identique à celle de 1990 (72,7 %). La répartition détaillée en 2018 est la suivante : 
terres arables (25,9 %), forêts (24,1 %), zones agricoles hétérogènes (23,9 %), prairies (22,9 %), zones urbanisées (2,1 %), espaces verts artificialisés, non agricoles (1,1 %). L'évolution de l’occupation des sols de la commune et de ses infrastructures peut être observée sur les différentes représentations cartographiques du territoire : la carte de Cassini (XVIIIe siècle), la carte d'état-major (1820-1866) et les cartes ou photos aériennes de l'IGN pour la période actuelle (1950 à aujourd'hui).

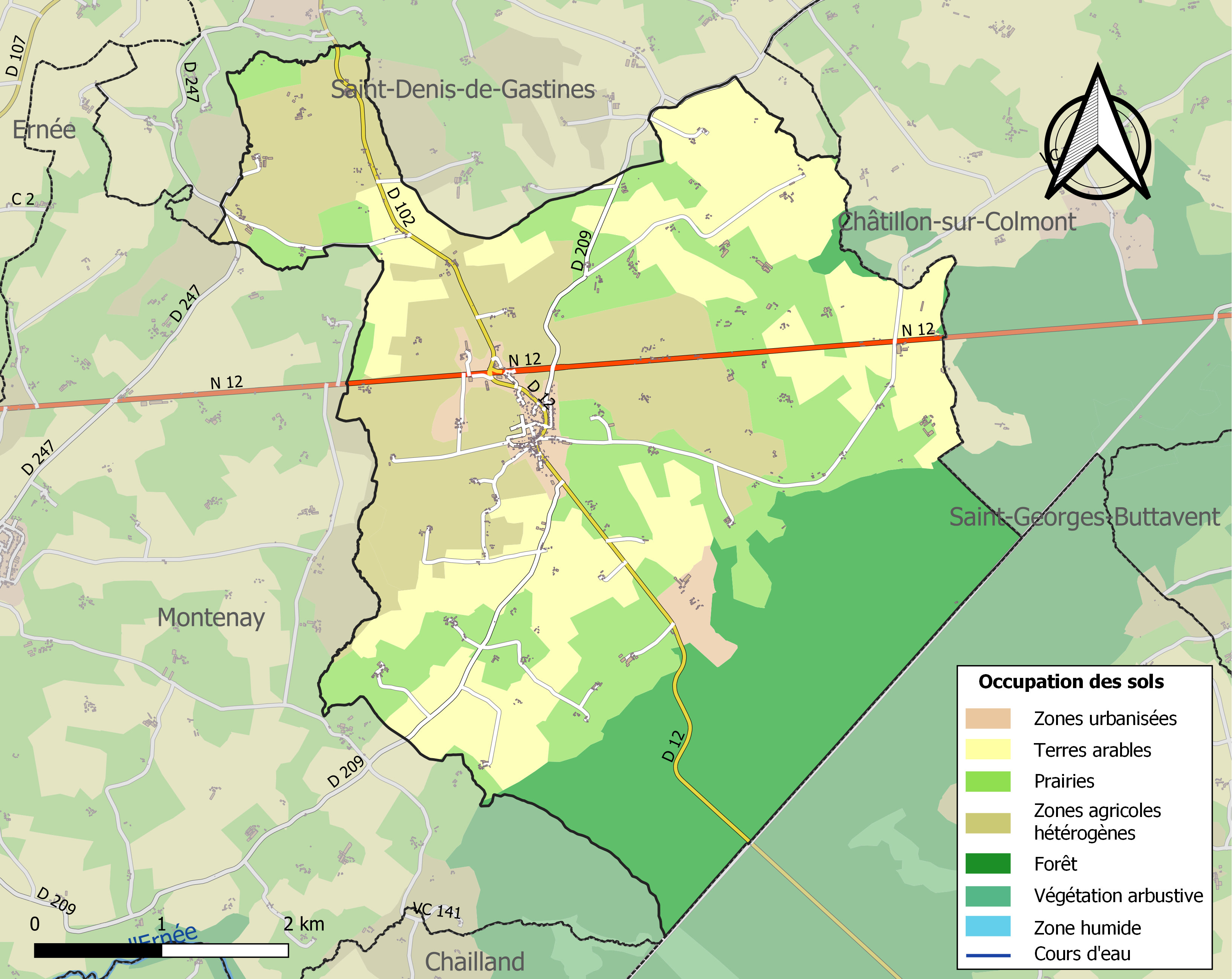
Carte des infrastructures et de l'occupation des sols de la commune en 2018 (CLC).

## Démographie
L'évolution du nombre d'habitants est connue à travers les recensements de la population effectués dans la commune depuis 1793. Pour les communes de moins de 10 000 habitants, une enquête de recensement portant sur toute la population est réalisée tous les cinq ans, les populations de référence des années intermédiaires étant quant à elles estimées par interpolation ou extrapolation. Pour la commune, le premier recensement exhaustif entrant dans le cadre du nouveau dispositif a été réalisé en 2008.
En 2022, la commune comptait 612 habitants, en évolution de +3,38 % par rapport à 2016 (Mayenne : −0,73 %, France hors Mayotte : +2,11 %).
| 1793  | 1800  | 1806  | 1821  | 1831  | 1836  | 1841  | 1846  | 1851  |
| ----- | ----- | ----- | ----- | ----- | ----- | ----- | ----- | ----- |
| 1 706 | 1 572 | 1 620 | 1 532 | 1 632 | 1 621 | 1 582 | 1 646 | 1 585 |

| 1856  | 1861  | 1866  | 1872  | 1876  | 1881  | 1886  | 1891  | 1896  |
| ----- | ----- | ----- | ----- | ----- | ----- | ----- | ----- | ----- |
| 1 547 | 1 549 | 1 556 | 1 495 | 1 487 | 1 436 | 1 361 | 1 296 | 1 219 |

| 1901  | 1906  | 1911  | 1921  | 1926 | 1931 | 1936 | 1946 | 1954 |
| ----- | ----- | ----- | ----- | ---- | ---- | ---- | ---- | ---- |
| 1 150 | 1 137 | 1 136 | 1 003 | 915  | 883  | 921  | 944  | 918  |

| 1962 | 1968 | 1975 | 1982 | 1990 | 1999 | 2006 | 2008 | 2013 |
| ---- | ---- | ---- | ---- | ---- | ---- | ---- | ---- | ---- |
| 815  | 722  | 632  | 598  | 574  | 573  | 581  | 583  | 584  |

| 2018 | 2022 | - | - | - | - | - | - | - |
| ---- | ---- | - | - | - | - | - | - | - |
| 605  | 612  | - | - | - | - | - | - | - |

## Économie
Vautorte est une commune rurale. Les agriculteurs y pratiquent notamment la polyculture et l'élevage bovin. La commune est également connue pour sa discothèque La Butte, située au lieu-dit du même nom, au bord de la route nationale 12, et qui est la plus grande discothèque de la région mayennaise.

## Lieux et monuments
- Dolmen de la Crête  Classé MH (1990)[19].
- Église Saint-Aubin.
- Chapelle Saint-Joseph.
- Château de la Cour.

## Personnalités liées à la commune
- La famille Cazet.
- François Cazet de Vautorte (XVIIe siècle), diplomate.
- Louis Cazet (XVIIe siècle), évêque, religieux.
- Abraham Goyet-Dubignon (1747-1820), député de la Mayenne, est né et mort à Vautorte.
- Charles Goyet-Dubignon (1809-1883), petit-fils du précédent, député de la Mayenne, est né et mort à Vautorte.
- Camille Lhuissier (1879 - 1948), syndicaliste, est né dans la commune.
- Alain Desgages (1945 - ), footballeur français, est né dans la commune.
- André Clair (1949-), footballeur français, est né dans la commune.

## Héraldique
| Blason de Vautorte | Blason  | Coupé crénelé de trois pièces et deux demies : Au 1 d’argent, à une fasce de sable, et une bande de gueules, brochant sur le tout ; au 2 de gueules, à un cheval d’argent, sur un mont du même, se mouvant de la pointe. |
| Blason de Vautorte | Détails | Le coupé crénelé indique la présence des châteaux de la Cour et du Houx. La partie supérieure sont les armes du seigneur Gui de Vautorte qui possédait le village au XIIIe siècle. La reprise intégrale d’un blason seigneurial étant interdite pour une commune, il suffit d’en emprunter un ou plusieurs éléments. Le mont indique la position du village sur une hauteur. Le cheval symbolise l’une des activités de Vautorte qui est l’élevage de chevaux étalons. Les ornements sont deux branches de chêne de sinople, fruitées d’or, mises en sautoir par la pointe et liées d’argent pour rappeler la présence de la forêt de Mayenne. Le listel d’argent porte le nom de la commune en caractères majuscules de sable. La couronne de tours dit que l’écu est celui d’une commune ; elle n’a rien à voir avec des fortifications. Le statut officiel du blason reste à déterminer. |